# Godačica
Godačica (en serbe cyrillique : Годачица) est un village de Serbie situé sur le territoire de la ville de Kraljevo, district de Raška. Au recensement de 2011, il comptait 909 habitants.
Godačica est officiellement classée parmi les villages de Serbie.

## Démographie
| 1948  | 1953  | 1961  | 1971  | 1981  | 1991  | 2002  | 2011 |
| ----- | ----- | ----- | ----- | ----- | ----- | ----- | ---- |
| 1 631 | 1 685 | 1 624 | 1 474 | 1 340 | 1 228 | 1 066 | 909  |

|  |